# أحمد بن يونس الحرفوشي
الأمير أحمد بن الأمير يونس الحرفوشي الخزاعي (... - 1030 هـ)، من أمراء آل حرفوش حكّم بعلبك والبقاع اللبناني. سكن مشغرى من أعمال البقاع وجرت مكاتبات بينه وبين شيعة طرابلس أولاد داغر وأمراء جبل عامل بني علي الصغير وبني منكر، مما أزعج كثيراً فخر الدين فسعى لطرده من مشغرى بالرغم من كونه صهره، وذلك خوفاً من إن يسعى لتكوين زعامة له على حساب مناطق نفوذه.

## عائلته
- والده الأمير يونس الحرفوشي
- أخوه الأمير حسين بن يونس الحرفوشي

## أحواله
كانت العلاقة بين المعنيين حكام جبل لبنان والحرافشة حكام البقاع اللبناني تأخذ أشكالا من الصراع حينا والتحالف حينا آخر، وذلك تبعا للظروف والمتغيرات.

أراد الأمير يونس الحرفوشي تثبيت حلفه الجديد مع المعنيين فزوّج ابنه الأمير أحمد بن يونس الحرفوشي من الأميرة (فاخرة) بنت الأمير علي بن يونس المعني، وذلك عام 1027 هـ.

هذه المصاهرة التي تخبط فيها ميخائيل ألوف فتارة يقول أنها تمت سنة 1605 م والعروس هي ابنة فخر الدين. وتارة يجعلها حوادث سنة 1617 م والعروس هي فاخرة ابنة الأمير علي المعني «حيث عقد الأمير علي بن الأمير فخر الدين عقد إبنته فاخرة على الأمير أحمد بن يونس الحرفوشي فأتى وسكن مشغرة».
في حين جعلها الصفدي في حوادث عام 1030 هـ / 1620 م بقوله «وفي المحرم الحرام من السنة المذكورة قدم الأمير حسين ابن الأمير يونس ابن الحرفوشي وكواخي والده وجماعته إلى عند الأمير فخر الدين  بيروت خاطبين كريمة الأمير فخر الدين للأمير أحمد ابن الأمير يونس المذكور. فتوجه الأمير فخر الدين إلى مدينة صيدا وقضى لهم مرادهم، وعاد كل منهم بما حصل له من المجابرة وأرسل كريمته مع المتعينين من أعيان جماعته وتوجهوا إلى قب الياس وجاء الأمير يونس ولاقاهم بها وراعى جميع الذين توجهوا من قبل الأمير فخر الدين حق رعايتهم».
و الصفدي نفسه تخبط في تاريخ الزواج إذ قال في حوادث سنة 1617 م «وقبل هذه الأحوال كان قد صار نصيب للأمير أحمد ابن الأمير يونس ابن الحرفوش في مصاهرة الأمير فخر الدين ابن معن وعقد عقدة نكاحه على كريمته!..».

و الأمير حيدر الشهابي رواهافي حوادث سنة 1027 هـ / 1617 م. «تزوج الأمير أحمد فاخرة ابنة الأمير علي المعني فجاء وسكن مشغرى من عمل البقاع وبنى فيها داراً عظيمة وجرت مكاتبات بينه وبين شيعة طرابلس الشام وأولاد داغر وأمراء جبل عامل بني علي الصغير وبني منكر...» فانزعج الأمير علي المعني، وطالب الأمير يونس الحرفوشي بإخراج ولده من مشغرة، ففعل وعاد إلى بعلبك. ولعل الخطبة تمت مسبقاً لكن الظروف حالت دون إتمام مراسم الزواج؟ لكن المعروف أن الأمير أحمد توفي في شهر رمضان سنة 1030 هـ / 1620 م أي بعد تسعة أشهر من التاريخ الذي ذكره الصفدي.

ود الأمير يونس أن تبقى المصاهرة مع المعني مستمرة لذلك استغل مرور الحاج كيوان في بعلبك سنة 1621 م. وكلفه أن يلتمس من المعني زواج الأمير حسين بن يونس من أرملة أخيه كريمة الأمير فخر الدين، لقاء ثمانية آلاف غرش إرضاء لخاطره. توجه الحاج كيوان مدبر فخر الدين إلى صيدا وخاطبه بشأن هذا الزواج فباركه.

## وفاته
توفي الأمير أحمد بن يونس الحرفوشي في العام 1030 هـ